# Трахова
Трахова (рос. Трахова) — присілок в Кімрському районі Тверської області Російської Федерації.
Населення становить 0 осіб. Входить до складу муніципального утворення Стоянцевське сільське поселення.

## Історія
Від 2005 року входить до складу муніципального утворення Стоянцевське сільське поселення.

## Населення
| 2010 |
| ---- |
| 0    |